# Шварц, Гарри (южноафриканский политик)
Гарри Хайнц Шварц, (нем. Harry (Heinz) Schwarz; 13 мая 1924, Кёльн — 5 февраля 2010, Йоханнесбург) — южноафриканский политик и дипломат, известный борец против апартеида.

## Биография
Шварц родился в Германии в еврейской семье и изначально носил имя Хайнц. В 1933 году его отец первым выехал из Германии, а в 1934 году сам Хайнц Шварц и его мать через Швейцарию и Италию попали в ЮАС, куда уже ранее перебрался их отец. Там Х. Шварц окончил школу, а позднее изучал право вместе с будущим президентом ЮАР Нельсоном Манделой.
С началом войны Хайнц Шварц изменил своё имя на Гарри.
В 1964 году был одним из защитников Нельсона Манделы в «процессе Ривонии». В 1974 году стал депутатом парламента от Объединённой партии. В том же году вместе с Мангосуту Бутелези подписал «Декларацию веры Махлабатини», в которой они требовали положить конец апартеиду мирным путём.
Несмотря на репутацию борца против апартеида, в рамках своей партии тяготел скорее к правому крылу, из-за чего его предвыборные теледебаты с другим партийным лидером, Хелен Сазман, с которой он резко расходился во взглядах, получили неформальное прозвище «Шоу Гарри и Хелен». В 1977 году вышел из Объединённой партии и возглавил Партию реформ, которая просуществовала всего несколько месяцев, войдя в состав Прогрессивной федеральной партии, в которой занимал различные руководящие посты. В 1991 году назначен послом ЮАР в США.

## Награды
- Премия Общества адвокатов (1948 г.)
- Премия Трансваальского юридического общества (1949)
- «Ньюсмейкер года», Южноафриканское общество журналистов (1974).
- Почетный полковник 15-й эскадрильи ВВС ЮАР (1984 г.)
- Орден «За выдающиеся заслуги» (золотой) (1988 г., ЮАР)
- Премия в области прав человека «за противодействие апартеиду и борьбу за социальную справедливость», Академия Святого Франциска (1991 г.)
- Международный почетный гражданин города Нового Орлеана, мэр Нового Орлеана (1992).
- Гуманитарная премия «за его приверженность правам человека и неизменную преданность государству Израиль» (1993 г.)
- «Моральный государственный деятель года», Антидиффамационная лига (1994)
- Почетный доктор Университета иудаизма (ныне Американский еврейский университет ) (1995)
- Почетный пожизненный вице-президент Совета Гаутенга, Еврейский совет депутатов (2002 г.)
- Почетный доктор Стелленбосского университета (2005 г.)
- Почетный сотрудник Еврейского университета в Иерусалиме (2005 г.)